# Goupillières (Yvelines)
Goupillières település Franciaországban, Yvelines megyében. Lakosainak száma 568 fő (2022. január 1.). Goupillières Jumeauville, Andelu, Flexanville, Hargeville, Saint-Martin-des-Champs, Thoiry és Villiers-le-Mahieu községekkel határos.

## Népesség
A település népességének változása:
| Lakosok száma | 512  | 512  | 521  | 511  | 512  | 511  | 530  | 549  | 568  |
|               | 2013 | 2015 | 2016 | 2017 | 2018 | 2019 | 2020 | 2021 | 2022 |